# 타구스강
타구스강(라틴어: Tagus)은 이베리아반도에서 가장 긴 강으로, 타호강(스페인어: Tajo) 또는 테주강(포르투갈어: Tejo)으로도 불린다. 총 연장은 1,038 킬로미터로 이중 716 킬로미터는 스페인, 47 킬로미터는 스페인과 포르투갈의 국경을 흐르며, 나머지 275 킬로미터는 포르투갈을 흘러 리스본에 이르러 대서양으로 빠져나간다. 총 유역 면적은 80,100 제곱킬로미터로 이베리아반도에서 가장 넓다. 타구스강은 다양한 용도로 이용되고 있다. 몇몇의 댐들은 주로 마드리드를 포함한 중부 스페인과 포르투갈의 식수로 이용되며, 수력발전에도 이용되고 있다. 댐들 사이에서는 구불구불하게 흐르지만, 알모롤을 지나면서 넓은 충적 범람원의 계곡이 나타난다. 하구에는 항구도시인 리스본이 위치해 있다.
수원지는 알바라신산맥의 가르시아 샘이다. 주요 지류들은 모두 우안(북쪽)에 위치해 있다. 스페인의 아랑후에스, 톨레도, 탈라베라데라레이나, 알칸타라, 포르투갈의 아브란트스, 산타렝, 알마다, 리스본 등의 주요 도시를 거치며 흐른다.